# Nordic Mobile Telephone

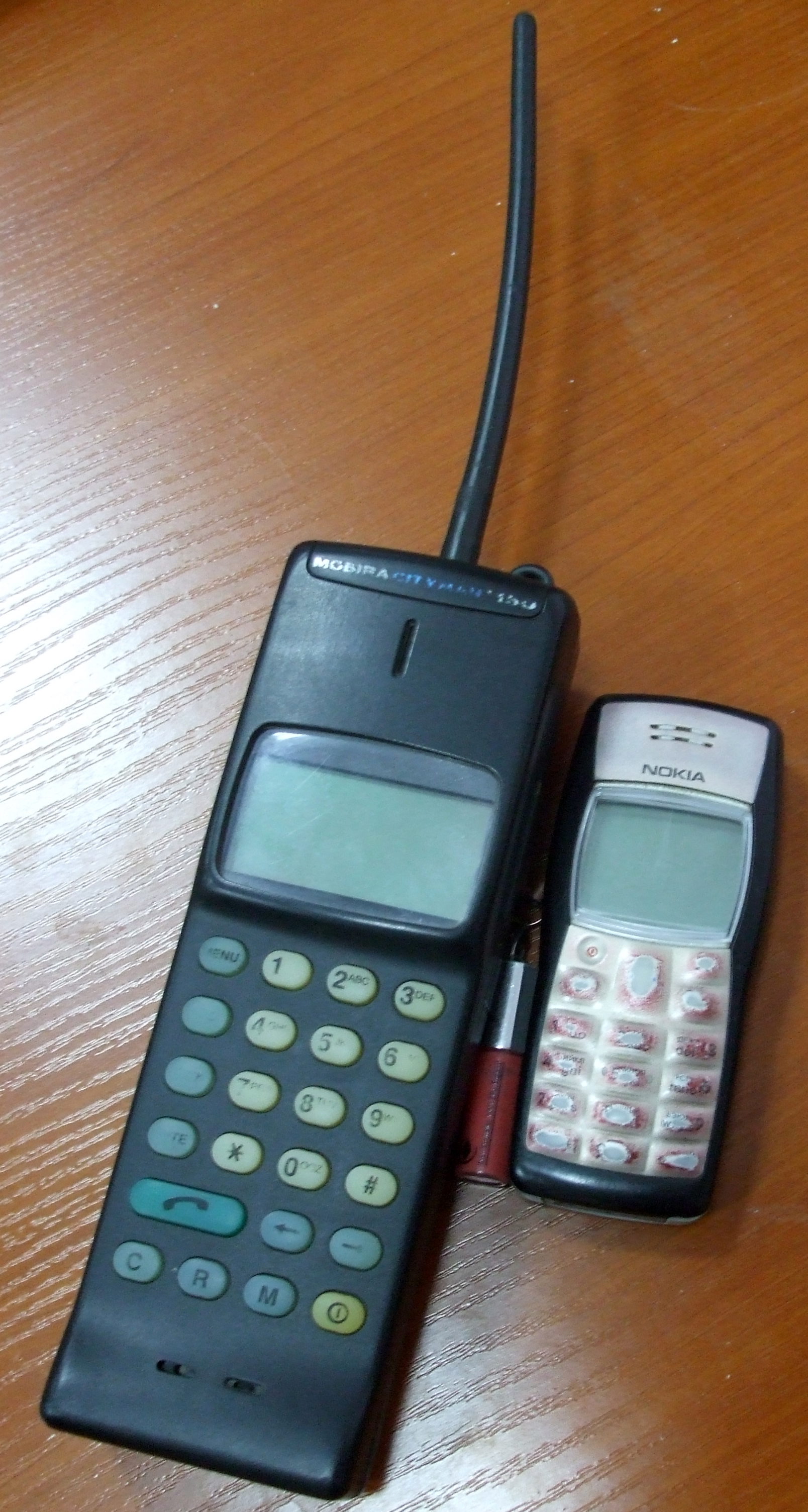
O Mobira Cityman 150, modelo da Nokia no sistema NMT-900 de 1989 (à esquerda), comparado ao telefone GSM Nokia 1100 de 2003.

O Nordic Mobile Telephone, mais conhecido pela sigla NMT (de Nordisk MobilTelefoni or Nordiska MobilTelefoni-gruppen, "Telefonia Móvel Nórdica" em português) é o primeiro sistema completamente automático de telefonia celular. Estabelecido pelas administrações PTT (Postais, Telefônicas e Telegráficas) dos países nórdicos, entrando em serviço em 1 de outubro de 1981 como resposta ao congestionamento crescente e às demandas cada vez maiores dos sistemas móveis da época: Autoradiopuhelin (ARP) (150 MHz) na Finlândia, MTD (450 MHz) na Suécia e na Dinamarca e o Offentlig Landmobil Telefoni (OLT) na Noruega.
O sistema NMT é baseado na tecnologia de sinal analógico (primeira geração ou 1G) com duas variantes: NMT-450 e NMT-900. Os números indicam as bandas de frequência utilizadas. O NMT-900 foi introduzido em 1986 e possui mais canais que a rede mais antiga do NMT-450.
As especificações do NMT eram livres e abertas, permitindo a muitas companhias produzirem o equipamento, o que levou à redução dos preços pela concorrência. O sucesso do NMT foi importante para a divisão de telefonia móvel da Nokia (conhecida então como Mobira) e a Ericsson. As primeiras implementações foram feitas pela Storno (então propriedade da General Electric, mais tarde assumida pela Motorola) e AP (mais tarde adquirida pela Philips). Inicialmente, os telefones NMT foram projetados para uso em automóveis, com montagem no porta-malas e o teclado com visor junto ao banco do motorista. Existiam versões "portáteis", mas ainda volumosas com a duração da bateria representando um grande problema. Modelos posteriores, no entanto, chegaram a ter apenas 10 cm de altura e apenas 100 g.

## História
A rede NMT foi liberada na Suécia e na Noruega em 1981 e na Dinamarca e na Finlândia em 1982. A Islândia juntou-se aos demais países usuários do sistema em 1986. Entretanto, o primeiro serviço comercial foi iniciado na Arábia Saudita em 1 de setembro de 1981 para 1 200 usuários, um mês antes da Suécia. Em 1985 a rede havia crescido para 110 000 assinantes na Escandinávia e na Finlândia, com 63 000 usuários somente na Noruega, tornando a rede no padrão NMT a maior rede móvel existente no mundo à época.
A tecnologia NMT foi utilizada principalmente nos países nórdicos, embora também tivesse sido empregada outras nações, dentre elas: países bálticos, Suíça, Países Baixos, Hungria, Polônia, Bulgária, Romênia, República Tcheca, Eslováquia, Eslovênia, Sérvia, Turquia, Croácia, Bósnia, Rússia, Ucrânia e algumas nações da Ásia. A introdução de redes móveis digitais, tais como a do GSM reduziram a popularidade do NMT, o que levou ao progressivo desligamento nos países que adotavam o sistema durante das décadas de 1990 e de 2000.
Na Rússia, a Uralwestcom desligou a sua rede NMT em 1 de setembro de 2006 e a Sibirtelecom fez o mesmo em 10 de janeiro de 2008. Skylink, uma companhia subsidiária da TELE2 Russia, ainda operava uma rede NMT-450 em 2016 nas regiões de Arkhangelsk e Perm. Essas redes ainda são usadas em regiões esparsamente povoadas com longas distâncias a cobrir. As licenças para a provisão desses serviços são válidas até 2021.

## Tecnologia
O tamanho das células nas redes NMT tem um raio que vai de 2 km a 30 km. Com alcances menores a rede pode atender a mais ligações simultâneas; por exemplo, numa área urbana os alcances podem ser diminuídos para atender mais assinantes. O NMT usava o sistema de transmissão full duplex, permitindo recepção e transmissão simultâneas de voz. Os sistemas adaptados para uso em automóveis tinham potências de até 15 W (NMT-450) e 6 W (NMT-900), com os aparelhos atingindo até 1 W. O NMT possuiu discagem automática e handoff das ligações desde o princípio, o que não ocorreu com alguns de seus predecessores, tais como o finlandês Autoradiopuhelin (ARP). Adicionalmente, o padrão NMT especificava tarifação padrão assim como roaming nacional e internacional.

### Sinalização
O canal de voz do NMT voice é transmitido através de modulação de frequência, com as velocidades de transferência de sinalização variando entre 600 e 1,200 bits por segundo, usando modulação FFSK (Fast Frequency Shift Keying). A sinalização entre a estação-base e a estação móvel era implementada através do mesmo canal de radiofrequência usado para o áudio, com o modem FFSK de 1,200 bit/s. Isto causava estampidos curtos e periódicos durante as passagens de ligação.

### Segurança
Uma desvantagem das especificações originais do NMT é que o tráfego de voz não era encriptado; dessa forma, era possível ouvir as ligações utilizando dispositivos como scanners de rádio. Como consequências, alguns scanners tiveram as frequências nas bandas utilizadas pelo NMT bloqueadas para que não pudessem ser acessadas. Versões posteriores das especificações do NMT definiram que a mistura (scrambling) de sinais acontecesse através da inversão de voz. Se tanto a estação-base quanto o aparelho móvel tivessem o recurso, poderiam usá-lo ao iniciar uma ligação. Também se dois usuários tivessem aparelhos com o recurso, eles poderiam ativá-lo durante a ligação, mesmo que as estações-base não tivessem o recurso. Mesmo que o método de mistura não fosse tão forte ou eficiente como o das tecnologias digitais, tais como  GSM ou CDMA, ela também impedia a audição casual das conversas com scanners.

### Transferência de dados
O NMT também permitia um modo simples mas robusto de transferência de dados, chamado DMS (Data and Messaging Service) ou NMT-Text, que usava o canal de sinalização da rede para a transferência de dados. Através do DMS, era possível utilizar o serviço de mensagens curtas entre dois telefones com essa tecnologia, antes da introdução do serviço SMS no GSM, mas essa característica somente esteve disponível comercialmente nas redes NMT da Rússia, da Polônia e da Bulgária. Outro sistema de transferência de dados chamava-se NMT Mobidigi com velocidades de transferência de dados de até 380 bits por segundo, demandando equipamento externo.